# Lucía Cano
Lucía Cano Pintos (geboren 27. September 1965 in Madrid) ist eine spanische Architektin. Sie ist Mitbegründerin des Architekturbüros SelgasCano in Madrid.

## Leben

### Ausbildung und Studio Cano Lasso
Cano studierte an der Escuela Técnica Superior de Arquitectura Madrid (ETSAM) und machte dort 1992 ihren Abschluss.
Ihr Vater war der Architekt Julio Cano Lasso (1920–1996). Er war bis 1990 Mitglied der Real Academia de Bellas Artes de San Fernando und wurde 1991 in Spanien mit der Goldmedaille für Architektur ausgezeichnet. Bis 1996 unternahm sie erste berufliche Schritte in dessen Architekturbüro zusammen mit den drei Brüdern Diego, Gonzalo und Alfonso, die ebenfalls den Architektenberuf gewählt hatten. Nach dem Tod des Vaters war sie von 1997 bis 2003 Partnerin des Studio Cano Lasso. Während dieser Zeit arbeitete sie unter anderem an Projekten mit, wie den Sace-Laboratorien auf dem Campus der Universität Murcia.

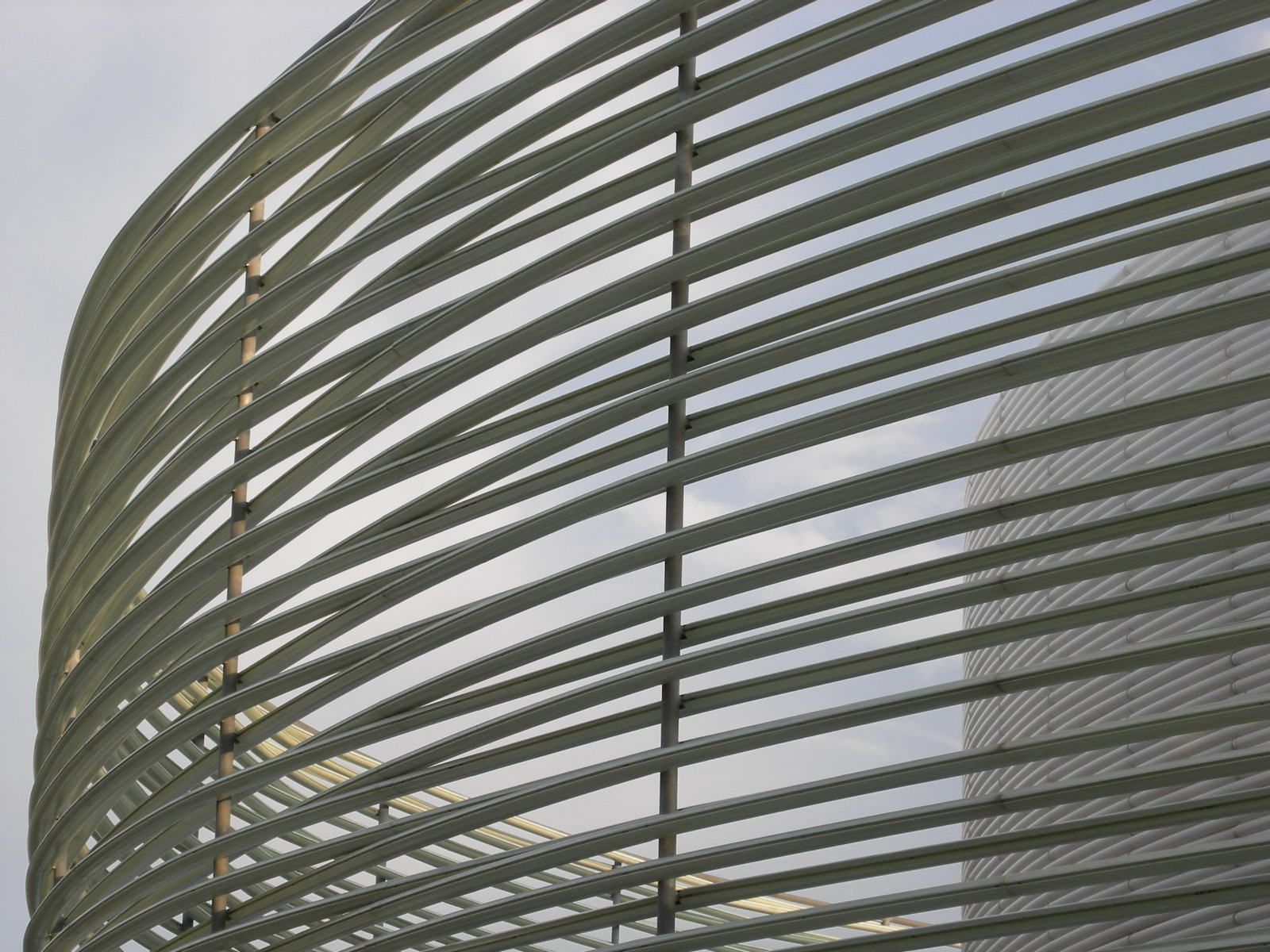
Palacio de congresos in Bajadoz, Spanien 2006.

### Architekturbüro SelgasCano

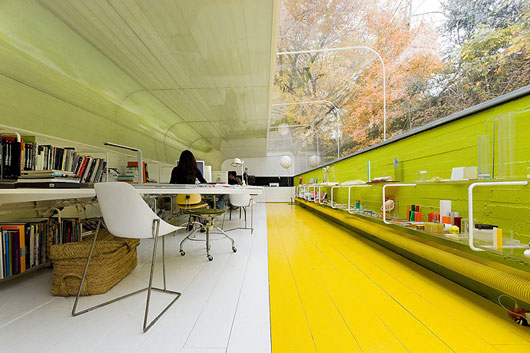
SelgasCano office, Madrid 2007. Arbeitsplätze.

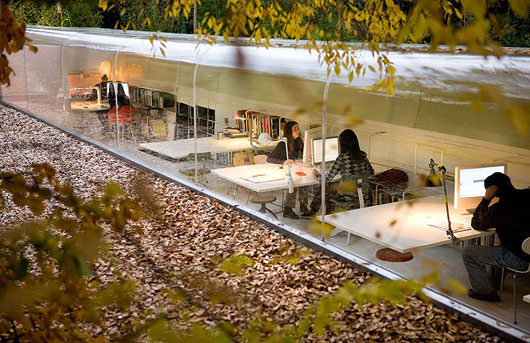
SelgasCano office, Madrid 2007. Arbeiten im Wald.

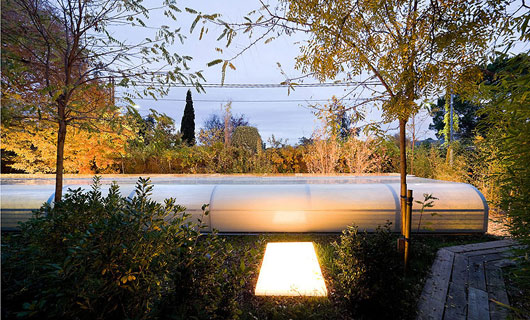
SelgasCano office, Madrid 2007. Neue Materialien und Transparenz.

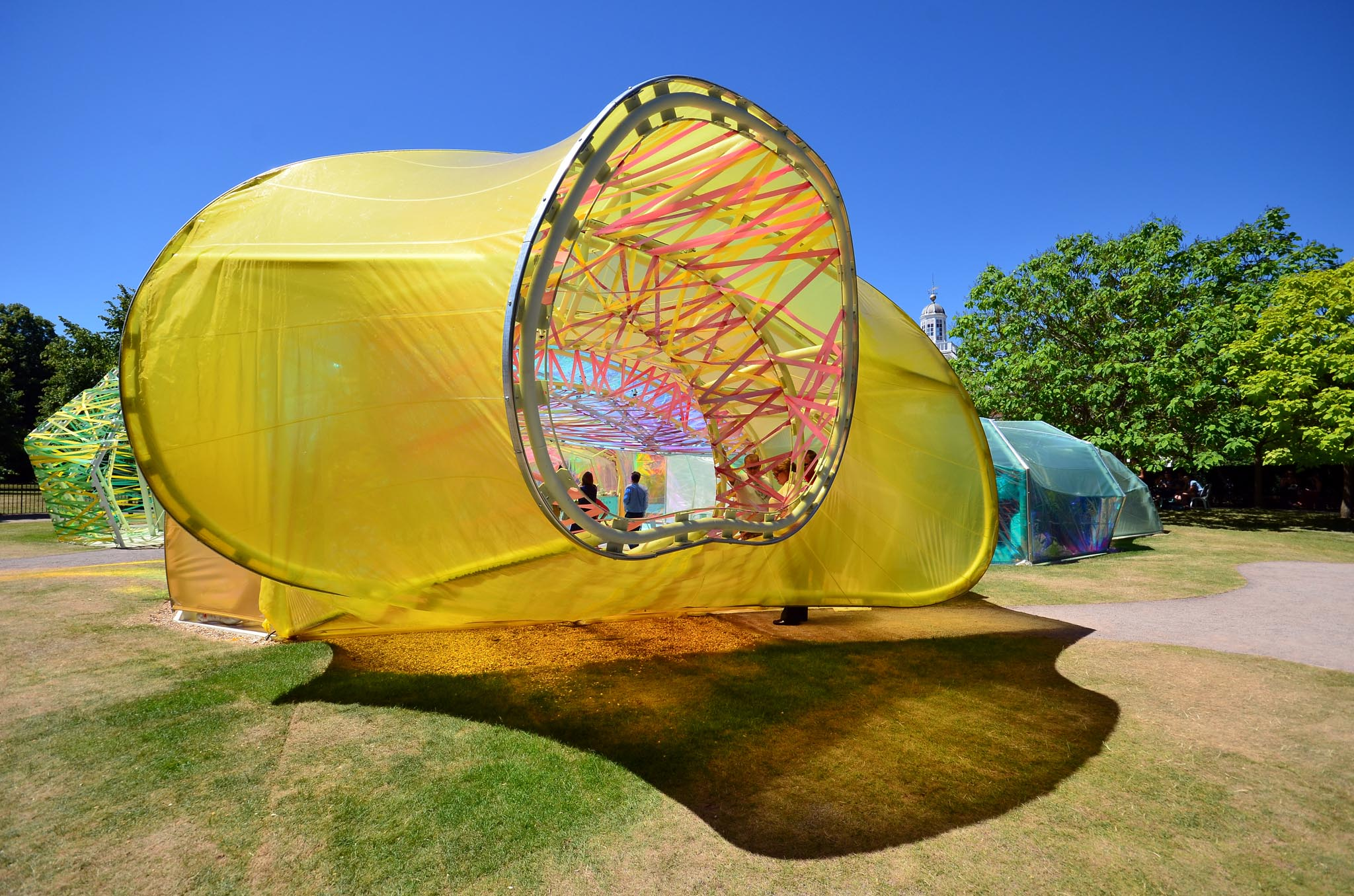
Serpentine Gallery Pavilion im Kensington Gardens, London 2015.

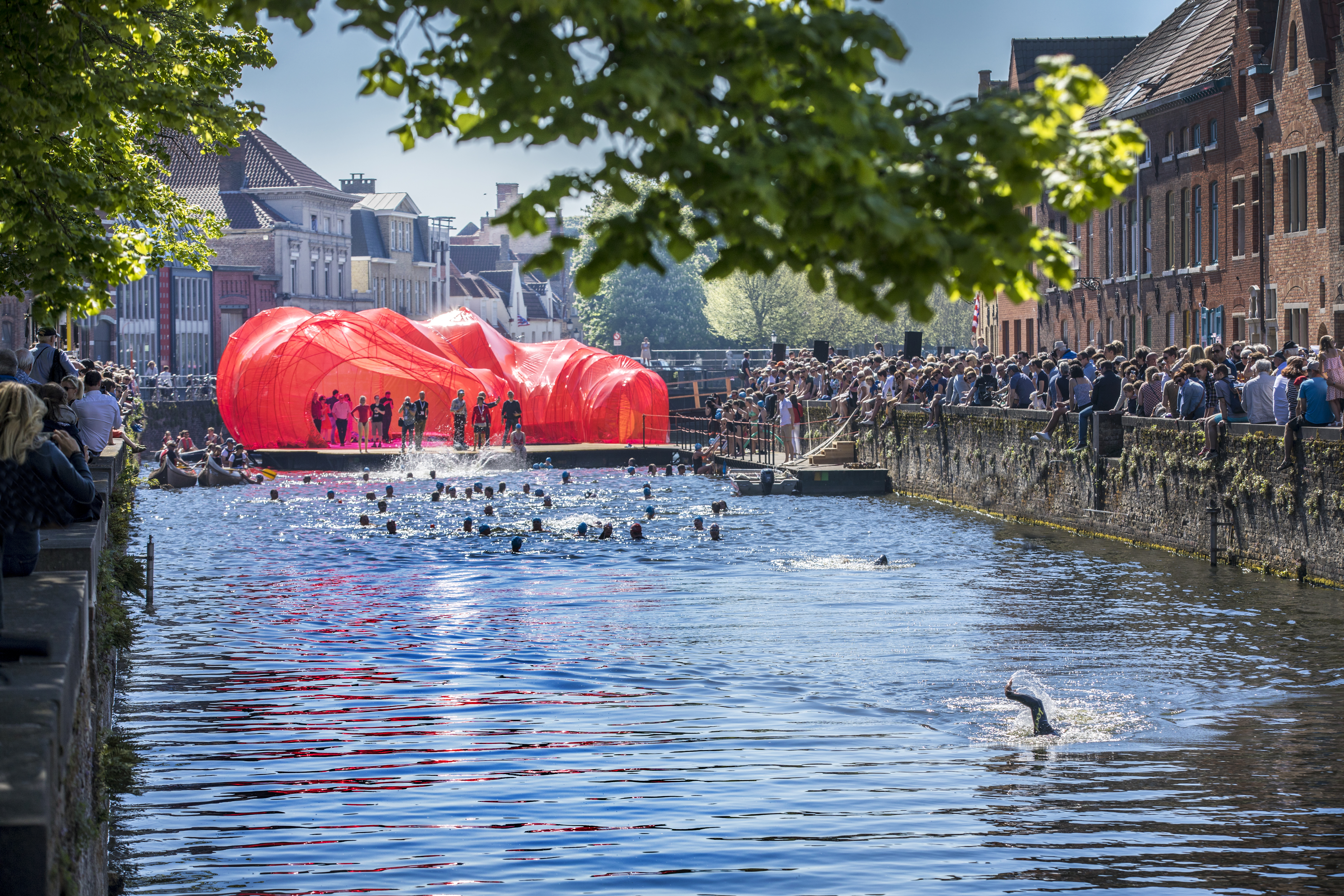
Pavillon auf der Triennale in Brügge, Belgien 2018.

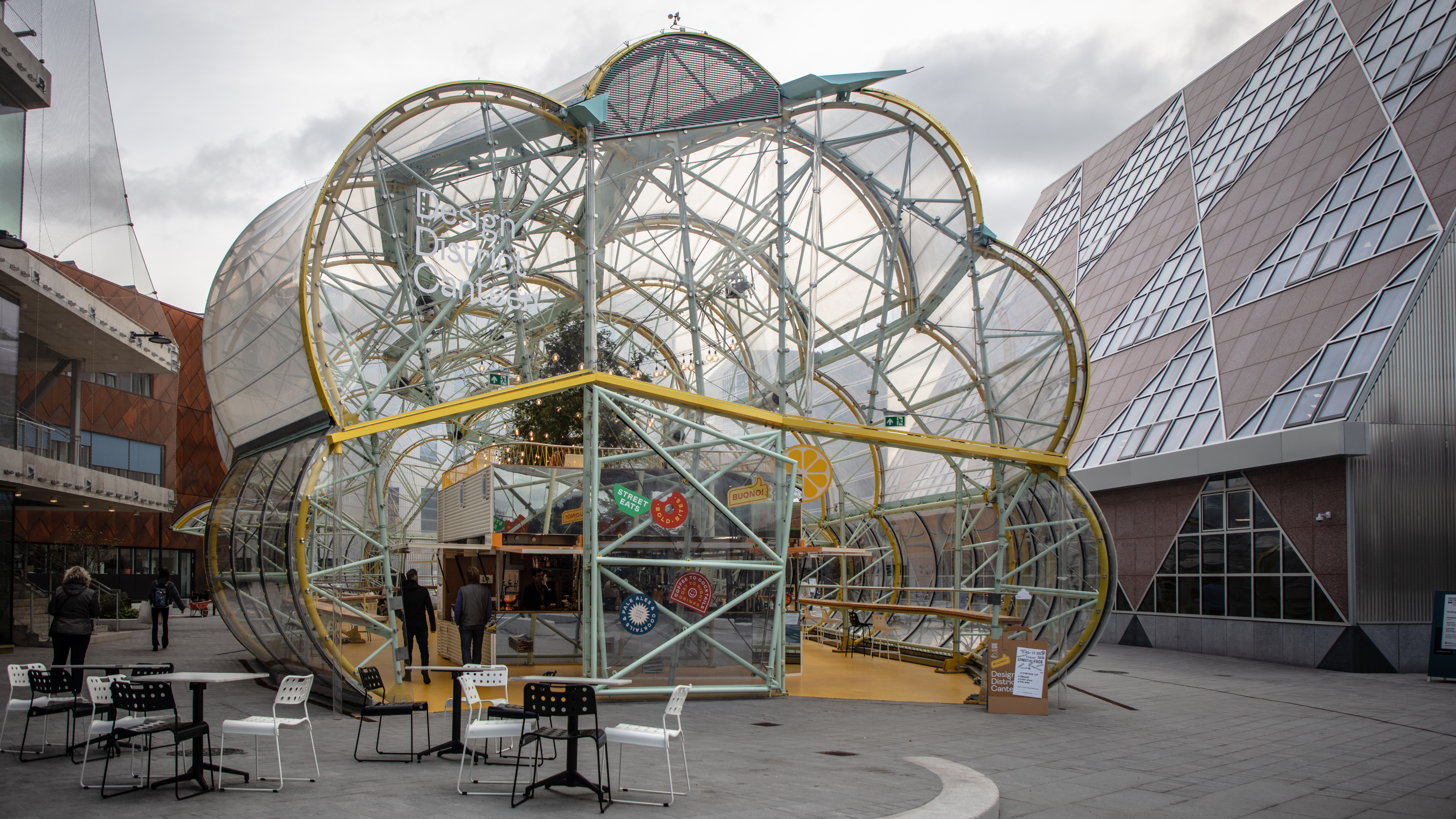
Kantine im Design District, London 2021.

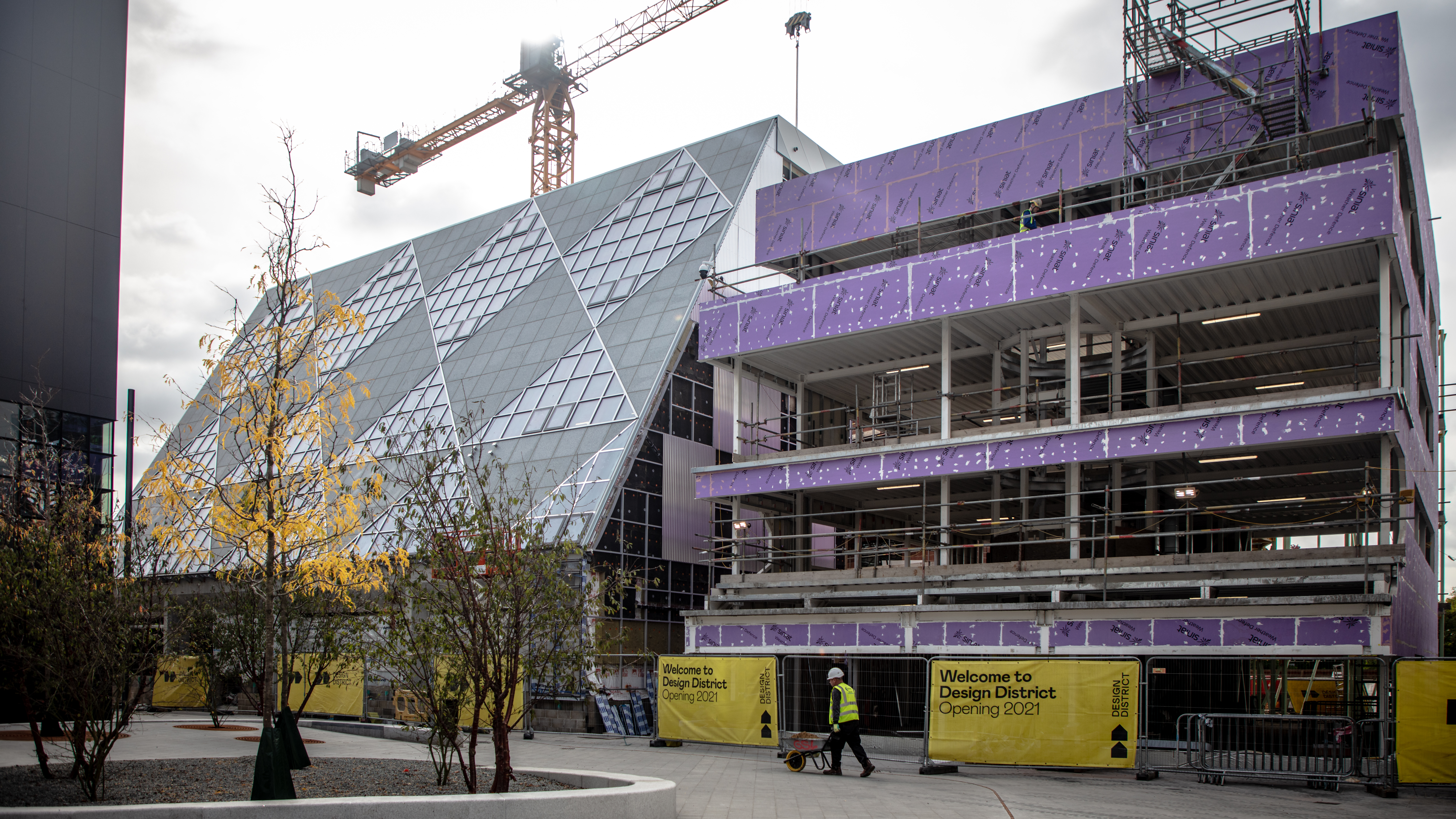
B1, Gebäude im Design District mit schräger Fassade, London 2021

Zusammen mit ihrem Ehemann José Selgas gründete Lucía Cano schließlich das Architekturbüro SelgasCano in Madrid. Ihr selbst entworfenes Bürogebäude befindet sich eingebettet und teilweise eingegraben in einem Madrider Waldstück. Es handelt sich um eine langgezogene schmale Betonstruktur mit transparenten Fassaden zum Innenraum, Schreibtischen ohne direkte Sonneneinstrahlung und einem transparenten Dach.
Cano ist überzeugt, dass die Natur die Oberhand über die Architektur erlangen sollte:

„Das Büro meines Vaters war ein Teil des Hauses und ein Teil unseres Lebens, als wir jung waren. Alles, was er tat, entwarf und wie er das Haus allmählich an die Art und Weise anpasste, wie wir uns veränderten, geschah in ständiger Harmonie mit der Natur. Das ist ein wichtiges Element, das jetzt in unsere Arbeit einfließt. Es ist ein Lebensstil, der uns kulturell prägt.“

In ihren Projekten erforscht das Paar die Fähigkeit von Materialien, Licht auf unterschiedliche Art zu filtern und dabei die Farbenpsychologie anzuwenden. So entstanden eine Reihe von Projekten, die durch ihre schillernden Farben und transparenten Qualitäten hervorstechen.
2011 gestalteten SelgasCano die Factoría Joven, ein Jugend- und Freizeitzentrum in Merida. Die 1550 m² große Anlage wurde auf einen Sockel gestellt, der die darunter liegenden römischen Fundamente nicht beschädigt. Das Gelände wird durch ein riesiges Dach überspannt, das zum Verweilen einlädt, Schatten bietet und die Möglichkeit eröffnet, neben Skatbahnen auch abgeschlossene Räume anzuordnen zum Musik machen, zum Theater spielen oder Ähnlichem.
Eine transparente Hülle umgibt das Plasencia Konzert- und Kongresszentrum in Cartagena. Der Eingang befindet sich auf Straßenniveau, die Räume befinden sich unterhalb, sind eingelassen in einen 12 Meter tiefen Canyon. Die Basis des Gebäudes ist wesentlich kleiner als die ausladenden darüber liegenden Stockwerke. Dadurch wird so wenig Naturfläche wie möglich durch das Gebäude in Mitleidenschaft gezogen.
Wichtig für den internationalen Bekanntheitsgrad von SelgasCano war die Zusammenarbeit mit Second Home, einem Startup-Unternehmen, das Arbeitsplätze und Studios vermietet. Dafür sollten Arbeitsumgebungen geschaffen werden, die Kreativität fördern und eine Wohlfühlatmosphäre bieten. SelgasCano entwarfen auf zwei Stockwerken einer ehemaligen Teppichfabrik im Eastend von London ein Café im Erdgeschoss und vielfältig gestaltete Studiobereiche und Arbeitsplätze. Inzwischen wurden auch die anderen Stockwerke der Teppichfabrik, eine Buchhandlung gegenüber, ein weiteres Bürogebäude im Holland Park London und ein Co-Working-Space in Hollywood von Second Home übernommen.
Unter der Federführung von Knight Dragon beteiligten sich SelgasCano daran, eines von 16 Gebäuden im Design District in North Greenwich zu konzipieren. Heraus kamen ein Multifunktionsgebäude und eine Kantine. Das Design District soll kreative Köpfe und Unternehmen an diesem noch im Aufbau begriffenen Ort sammeln. Den Masterplan entwickelten Allies and Morrison.

## Projekte mit SelgasCano
Fertig gestellte Projekte:
- 2006: Kongresszentrum und Auditorium, Badajoz, Spanien.
- 2007: Office in the woods, Büro von SelgasCano in Madrid, Spanien.[14][15]
- 2007: Silicone House, La Florida, Spanien.[16]
- 2007: Wasserversorgungstank in Villar del Rey, Spanien.
- 2011: El 'B', Konzerthalle und Kongresszentrum, Cartagena, Spanien.[17][18]
- 2011: Factoría Joven, ein farbenfrohes Jugend- und Freizeitzentrum in Mérida, Spanien.[19]
- 2013: Brillengeschäft, Cartegena, Spanien.
- 2014: Spitalfields, Co-Working-Area von Second Home in London, Vereinigtes Königreich.[20]
- 2016: Second Home, Co-Working-Area in Lissabon, Portugal.[21]
- 2017: Plasencia Konzert- und Kongresszentrum, Spanien.[8]
- 2015: Gesundheitszentrum, Tukana, Kenia.[22]
- 2016: Libreria, Buchladen von Second Home in London, Vereinigtes Königreich.
- 2016: Schule in Kibera, Kenia.
- 2017: Holland Park, Co-Working-Area von Second Home in London, Vereinigtes Königreich.
- 2019: Second Home, Co-Working-Area in Hollywood in Los Angeles, Vereinigte Staaten von Amerika.[23]
- 2021: Mehrzweckgebäude und Kantine im Design District, North Greenwich, London, Vereinigtes Königreich.[24]

## Preise und Auszeichnungen
- 2011: Kunstpreis der Akademie der Künste in Berlin
- 2011: Architekten des Jahres, vergeben vom Rat für Formgebung in München.
- 2012: Al Aire (= in der Luft), Gestaltung des Spanischen Pavillons der 13. Biennale di Venezia, Italien.[25]
- 2015: Serpentine Pavilion, Serpentine Galleries, Kensington Gardens, London, Vereinigtes Königreich.[26][27]
- 2016: Louisiana Hamlet Pavilion, Kopenhagen, Dänemark.[3]
- 2017: Pavillon Martel, Cognac, Frankreich.[28]
- 2018: Liquid City, Pavillon für die Triennale in Brügge, Belgien.[29]

## Veröffentlichungen
- Mit José Selgas Rubio: El transparente libro de las cosas. In: Palacio de Congresos y Auditorio Cultural de Navarra. Gobierno de Navarra, Pamplona 1999, OCLC 932621659, S. 104–107.
- Diego Cano Pintos, Gonzalo Cano Pintos, Alfonso Cano Pintos, Lucía Cano Pintos: Sede dela empresa municipal de transportes en la calle Cerro de la Plata 4. Hauptsitz der städtischen Verkehrsbetriebe in der Calle Cerro de la Plata 4. In: Premios de urbanismo, arquitectura y obra pública. XIX 2004. Preise für Stadtplanung, Architektur und öffentliche Einrichtungen. XIX 2004. Área de Gobierno de Urbanismo, Vivienda e Infraestructuras del Ayuntamiento de Madrid, Madrid 2005, ISBN 978-84-7812-612-5 (spanisch).
- Diego Cano Pintos, Gonzalo Cano Pintos, Alfonso Cano Pintos, Lucia Cano Pintos: Sede da empresa minicipal de transportes (Madrid). In: José Manuel das Neves (Hrsg.): Arquitectura Iberica 14: Transparências, = Transparencies. Caleidoscopio, Casal de Cambra 2006, ISBN 978-989-8010-10-0 (portugiesisch).
- Mit José Selgás: Selgascano, José Selgas, Lucía Cano. Projectos. In: El croquis. Nr. 136/137, 2007, OCLC 959163945, S. 124–195.
- Mit José Selgas: Estudio Selgascano, Madrid, España. In: ARQ. Band 77, 2011, ISSN 0717-6996, S. 54–61.